# Territorio
Un territorio è un'area definita o delimitata che include porzioni di suolo o di acque. Il termine "territorio" deriva dal latino territoris, che a sua volta deriva dal termine territor che significa "possessore della terra".

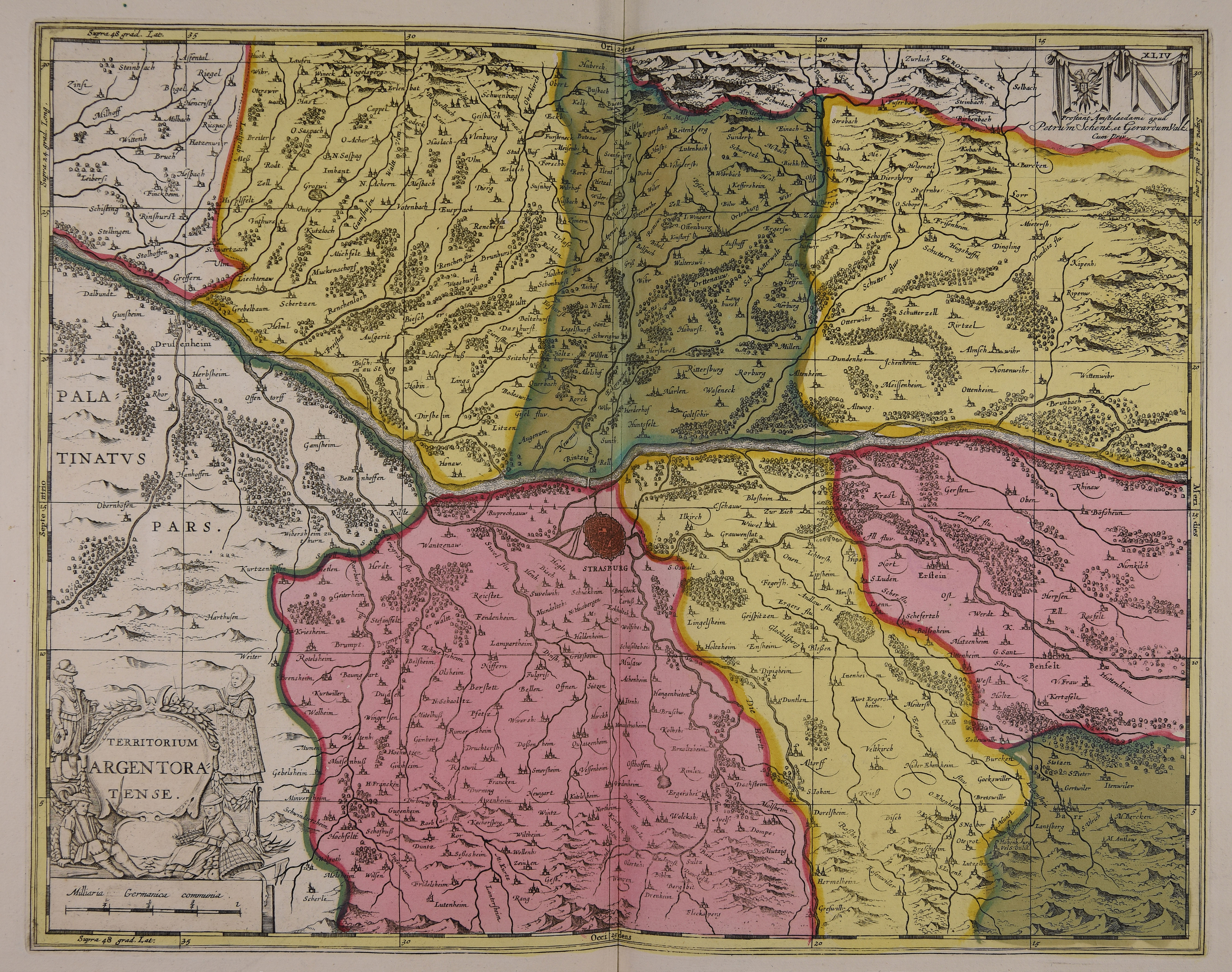
Nelle carte georafiche, a territori diversi corrispondono spesso colori diversi. L'immagine rappresenta l'area intorno a Strasburgo nel XVII secolo

## Ambiti
- In biologia, un organismo che difende un'area dalle intrusioni (di solito da membri della sua stessa specie) è detto territoriale.
- In geografia (geografia umana, vedi geografia antropica), il territorio è un artefatto sociale derivato dai processi umani di territorializzazione (vedi territorialità). Il territorio può comunque essere definito in modi diversi, tra cui emergono due posizioni principali:
  - R.D. Sack: territorio come realtà controllata e modificata dalle società (include l'idea di "confine")
  - C. Raffestin: il territorio come sintagma, è determinato dell'azione dell'attore sintagmatico. Il territorio/sintagma è caratterizzato dalla presenza di 13 elementi (suddivisi in 3 gruppi) che possono essere combinati in modo differente dall'attore sintagmatico: altitudine, atmosfera, bacini d'acqua dolce, coste, mari/oceani, morfologia, caratteristiche del suolo, rocce, terremoti, attività vulcanica (elementi ecologici) copertura vegetale, fauna (elementi biologici) l'uomo e le sue opere (elementi antropologici).
- In politica, un territorio è una porzione che ricade nella giurisdizione di un'autorità governativa. Un territorio può comprendere qualsiasi area geografica che ricade nella giurisdizione di un'autorità[1] e non ha una divisione politica o amministrativa. 
  - In politica e in geografia, un territorio dipendente è un territorio che non ha piena indipendenza politica e sovranità.
- In urbanistica ed in pianificazione territoriale è lo spazio geografico, riguardante zone urbanizzate, agricole o naturali dove è possibile attuare la progettazione, la regolamentazione e lo sviluppo dell'ambiente costruito. Obiettivi della pianificazione del territorio allo stato attuale: controllo e gestione dei processi di polarizzazione urbana; riduzione dei processi sperequativi; riqualificazione urbana ed ambientale; gestione della relazione tra città e campagna, per un verso, gestendo i processi di dispersione insediativa, per l'altro verso, migliorando le condizioni di accesso alle informazioni ed ai servizi. La modificazione del rapporto tra superficie urbanizzata/superficie agricola a favore della prima è direttamente collegato al problema della compromissione del futuro approvvigionamento alimentare[2].
- Un territorio amministrato legalmente, che è un'area geografica che è sotto l'autorità di un altro governo. Per esempio, le Samoa Americane sono un territorio del governo degli Stati Uniti. Con riferimento alle province e ai territori del Canada, la principale differenza tra una provincia e un territorio è che il governo federale ha un controllo più diretto sui territori, mentre le province hanno dei governatori i cui poteri sono sanciti dalla costituzione.
- Un territorio economico coincide con un territorio politico-amministrativo a meno delle seguenti eccezioni:
  - vengono compresi:
    - le sedi all'estero di ambasciate, consolati e basi militari;
    - le navi, gli aerei e le piattaforme galleggianti appartenenti a residenti;
    - i giacimenti situati in acque internazionali e sfruttati da residenti;

  - vengono escluse le zone franche extra-territoriali concesse come sedi di ambasciate, consolati e corpi militari di altri paesi;
  - viene convenzionalmente compreso il personale di organismi internazionali, quali la FAO, che gode dell'extraterritorialità.
- Un territorio occupato, che è una regione sotto il controllo militare di una potenza straniera che non ha però annesso la regione.

## Nel diritto
Il territorio in diritto è la zona geografica sulla quale lo Stato esercita la sua sovranità ed è uno dei suoi elementi essenziali.
La nozione è rilevante nel diritto penale ai fini dell'applicabilità della normativa penale italiana è sancita dall'art. 4 del codice penale: «Agli effetti della legge penale è territorio dello Stato il territorio della Repubblica, e ogni altro luogo soggetto alla sovranità dello Stato. Le navi e gli aeromobili italiani sono considerati come territorio dello Stato, ovunque si trovino, salvo che siano soggetti, secondo il diritto internazionale, a una legge territoriale straniera». Risulta quindi essere territorio dello Stato la superficie terrestre compresa nei confini geopolitici dello Stato, il mare costiero e lo spazio aereo.
Il territorio comprende la terraferma delimitata da confini che sono stabiliti tramite accordi bilaterali tra gli stati. Comprende anche i laghi e fiumi entro questo territorio. Oltre alla terraferma e tutto ciò che contiene, il territorio dello Stato comprende il sottosuolo fino alla profondità raggiungibile dall'uomo e lo spazio atmosferico che si trova al di sopra della terraferma; lo Stato ha diritto di impedire a qualsiasi velivolo di sorvolare il proprio territorio senza il suo consenso in base alla convenzione di Chicago del 1954.
Dopodiché, le acque territoriali sono zona economica esclusiva fino a 200 miglia oltre le acque territoriali, include il tratto di mare lungo le coste in base alla convenzione di Montego Bay del 1982. Questa zona è riservata in primis all'utilizzazione delle risorse marine, ma è anche consentito il transito di imbarcazioni di altri paesi, posizionamento di cavi, oleodotti e tubature; la piattaforma continentale si estende fino a 200 miglia dalla costa in base alla convenzione di Ginevra del 1958 ed è utilizzata per sfruttamento esclusivo di giacimenti di gas e petrolio e per la loro ricerca.
Le navi e gli aerei sono soggetti alla sovranità dello Stato di cui battono bandiera anche quando si trovano al di fuori dei suoi confini. La sovranità di uno Stato si estende a parti del territorio che sono oltre i confini dello Stato in spazi internazionali (navi-aerei civili) o di un altro Stato (navi-aerei militari). Lo spazio extraterritoriale è di tutti.